# Койбанский агути
Койбанский агути (лат. Dasyprocta coibae) — вид грызунов рода агути семейства агутиевые.

## Ареал
Эндемик острова Койба в Панаме.

## Внешний вид
Длина тела от головы до хвоста — 43,5—52 см, длина хвоста 3—4 см. Внешне напоминает вид Dasyprocta punctata, от которого отличается, главным образом, формой черепа. Верхняя часть тела желто-коричневого цвета с тёмными вкраплениями, нижняя бледнее.

## Охрана
Вид находится в опасности из-за сокращения мест его обитания.